# 온천군
온천군(溫泉郡)은 남포시 서부에 있는 군이다.

## 위치와 지형
서쪽으로 황해와 면하는 남포시에 위치한다. 북쪽은 평안남도 증산군, 동쪽은 룡강군, 동남쪽은 와우도구역에 접한다.
동부로는 오석산맥이 뻗어 산지 지형이나, 바닷가인 서쪽으로 갈수록 낮아진다. 넓은 해안선을 따라 수산업이 발달하였다.

## 역사
- 해방전에는 룡강군과 강서군에 속했다.
- 1952년 12월 - 룡강군 대대면, 신녕면, 금곡면, 귀성면, 서화면, 룡월면과 해운면 10개리를 합병해 온천군(온천읍, 21개리)을 신설했다.
- 1958년 6월 - 증산군의 안석리와 장안리 일부를 온천군에 편입시켰다.
- 1963년 3월 - 대대리, 화도리가 남포시에 편입되었다.
- 1965년 1월 - 보림, 증악, 원읍이 로동자구로 개편되었다.
- 1974년 5월 - 소강리, 령남리, 신녕리가 남포시에 편입되었다.
- 2010년 - 온천군이 평안남도 소속에서 남포시 소속의 군이 되었다.

## 행정 구역
온천군은 1읍(온천읍), 5구(원읍로동자구(元邑勞動者區), 보림로동자구(寶林勞動者區), 귀성로동자구(貴城勞動者區), 마영로동자구(麻永勞動者區), 증악로동자구(甑岳勞動者區)), 14리(성현리(城峴里), 송현리(松峴里), 한현리(漢峴里), 룡월리(龍月里), 서화리(瑞和里), 은정리(恩情里), 은덕리(恩德里), 안석리(安石里), 석치리(石峙里), 운하리(雲霞里), 대령리(大嶺里), 금성리(金城里), 금곡리(金谷里), 금당리(金塘里))로 구성되어있다.